# Великий катехізис Лаврентія Зизанія
«Катехізис» — катехизм Лаврентія Зизанія. Надрукований 1627 року у Москві.
Також відомий як «Великий катехізис» (імовірно щоб відрізнити від «Малого катехізиса» Петра Могили, що був виданий у Москві 1649 року).
Книгу було надруковано після її перекладу на церковнослов'янську та внесення низки правок московським духовенством. Вже після завершення друку, відбулися публічні дебати щодо багатьох позицій тексту. У ході дебатів, зокрема, московські богослови зазначили, що не розуміють мови оригіналу, який помилково вважали польською (насправді — «проста руська мова»). Зизанію закидали значну кількість католицьких, протестантських і навіть грецьких впливів.
Після завершення перевірки, тираж книги було наказано знищити.
Книга, однак, не вийшла повністю з обороту і спричинила значний вплив на богословську думку Московського царства. У рукописній формі здобула поширення серед старообрядців. В 18 ст. «Катехізис» було тричі видано в єдиновірницькій типографії в Гродно (1783, 1787 і 1788). 1878 року його було знову видано в Москві.
До наших днів збереглося декілька примірників оригінального видання. Один примірник тримав у своїй келійній бібліотеці патріарх Філарет. Списком «Катехізиса» володів також духовний отець царя Олексія Михайловича — Стефан Внифатьєвич (Овчин).
Перша глава дає самоназву книги по-грецьки, «по-литовськи» (староукраїнською) і російською:
|  | Кни́га г(лаго)лємаѧ погрє́чєски катихиси́съ, полито́вски оглашє́нїє. Рускимъ жє ѩзы́ком нарица́ємаѧ бєсѣдосло́вїє. |